# Santana de Cataguases
Santana de Cataguases is een gemeente in de Braziliaanse deelstaat Minas Gerais. De gemeente telt 3.785 inwoners (schatting 2009).

## Aangrenzende gemeenten
De gemeente grenst aan Cataguases, Laranjal, Miraí en Muriaé.